# Eufrosynī Mpakodīmou
Eufrosynī Mpakodīmou (in greco Ευφροσύνη Μπακοδήμου?; Atene, 25 gennaio 2000) è una pallavolista greca, schiacciatrice della Cuneo Granda.

## Biografia
Proviene da una famiglia fortemente legata alla pallavolo: è la figlia dell'ex pallavolista e allenatore Giōrgos Mpakodīmos e la sorella maggiore del pallavolista Spyros Mpakodīmos; anche sua madre giovava a pallavolo a livello professionistico.

## Carriera

### Club
La carriera di Eufrosynī Mpakodīmou inizia con l'Apollōn Agiou Dīmītriou, dal quale approda al settore giovanile del Paniōnios. In seguito si trasferisce negli Stati Uniti d'America, dove partecipa alla lega universitaria NCAA Division I con la Towson, facendo parte delle Tigers dal 2018 al 2022.
Appena conclusa la carriera universitaria, nel dicembre 2022 viene ingaggiata dal Vrilīssiōn, impegnato nel campionato cadetto greco, dal quale approda nella stagione 2023-24 in massima serie, indossando la casacca dell'Īlysiakos; nella stagione seguente, invece, è di scena nella Serie A1 italiana con la Cuneo Granda.

### Nazionale
Fa parte della nazionale greca under 18 che partecipa al campionato europeo 2017 (passando dalle qualificazioni) e con l'under 19 è di scena alle qualificazioni al campionato europeo 2018.
Nel 2024 debutta in nazionale maggiore nel corso delle qualificazioni al campionato europeo 2026.